# Hampsonia
Hampsonia is een geslacht van vlinders van de familie bloeddrupjes (Zygaenidae), uit de onderfamilie Chalcosiinae.

## Soorten
- H. bifasciata Tremewan, 1960
- H. pulcherrima Swinhoe, 1894